# 李发彬
李发彬（1993年1月15日—），中国福建省泉州市南安人，中国男子举重运动员。
2022年5月3日被授予中国青年五四奖章。

## 成绩
2021年7月，他随中国举重队参加2020东京奥运会。7月25日，在2020年夏季奧林匹克運動會男子61公斤級舉重比賽中，以抓举141公斤、挺举172公斤，总成绩313公斤的成绩获得该项目金牌，同时挺举和总成绩创下该项目奥运会记录。
2024年8月7日，在2024年夏季奧林匹克運動會男子61公斤級舉重比賽中，李发彬以抓举143公斤、挺举167公斤，总成绩310公斤的成绩破抓举奥运纪录，实现男子61公斤级两连冠。

## 家屬
2013年，李发彬转训期間，一位女孩去找他签名，後來兩人確認戀愛關係，並最終結婚。2024年巴黎奧運會過後，李发彬妻子被發現卖菜。李发彬對此表示他的妻子有本職工作，在闲时会帮其父母卖菜。